# Ulrich Keresztély

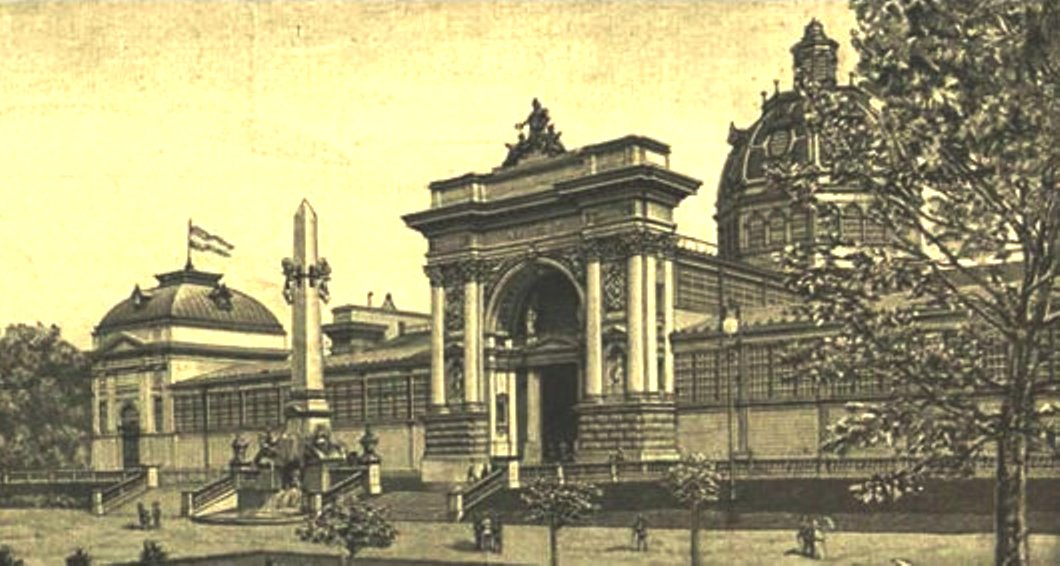
Az Iparcsarnok (lebontották)

Ulrich Keresztély (németül: Christian Ulrich; Bécs, 1836. április 27. – Bécs, 1909. január 22.) műépítész, egyetemi tanár.

## Életpályája
Tanulmányait Bécsben végezte. Már fiatalon komoly megbízásokat kapott. 1881-ben költözött Budapestre, ahol felkérték az általa tervezett és díjnyertes gabonaelevátor felépítésére. Ettől kezdve kizárólag csak Magyarországon tevékenykedett. Számos palotát épített a Nagykörúton, közraktárépületeket, majd az 1885-ös kiállításra ő tervezte meg a városligeti Iparcsarnokot, ami később, a második világháborúban súlyosan megrongálódott, ezért lebontották. Fiuméban, Mezőhegyesen gabonaelevátorokat épített. Bécsben, Prágában, Stuttgartban is tervezett köz- és magánépületeket. 1879-ben ő tervezte a haarlemi Teylers Múzeum homlokzatát és előcsarnokát. 1892-ben visszaköltözött Bécsbe. 1896-ban császári-királyi főtanácsossá nevezték ki és  meghívták tanárnak a bécsi egyetem építészei és magasépítési karára. Számos cikke és értekezése jelent meg szaklapokban. Megkapta a Ferenc József-rendet. Emellett számos más külföldi kitüntetésnek volt birtokosa. A magyar mérnök- és építész-egyesület alapító és az osztrák mérnök-építészegylet rendes tagja volt.

## Jelentősebb épületei Magyarországon
- 1883 - Budapesti, dunaparti gabona-elevátor (lebontva 1948-ban)
- 1885 - Országos Általános Kiállítás csarnoka - Iparcsarnok, Városliget (lebontva 1947-ben)
- 1885 - Erzsébet körút 28. lakóépület
- 1885 - „Kilencház”,  Budapest, Kassák Lajos utca 45-49. [3]
- 1887 - Fővám tér 13-15 - volt Sóház, Corvinus Egyetem épülete
- 1888 - Erzsébet körút 48. lakóépület
- 1899 - Győri Elevátor[4]

Fiuméban, Mezőhegyesen gabonaelevátorokat épített. Bécsben, Prágában, Stuttgartban is tervezett köz- és magánépületeket.

### Gabona-elevátor
Egyik legjelentősebb általa tervezett épület az úgynevezett elevátorház volt, a ferencvárosi Duna parton (itt voltak ugyanis a malmok). Új fővárosi raktárak létesítése 1868 óta téma volt, de az építkezés csak 1881-ben kezdődött el, amikor már egyre sürgetőbb lett az ipar számára, hiszen addig a gabona szállítása, mérlegelése és tárolása igen nehézkes volt, és a tárolópincéket gyakran elöntötte a Duna áradása. Az épület 1883-ra épült fel. A pályázaton amerikai típusú elevátorszerkezetet irányzott elő, de Ulrich saját elrendezéssel állt elő. Az épületeket 60 évre a Magyar leszámító és pénzváltó bank vette bérbe. Jelentőségük a termelés átalakulásával azonban folyamatosan csökkent. A második világháborúban bombatámadás érte, hiszen a dunai teherpályaudvar és a Horthy Miklós híd közelsége miatt mindvégig potenciális veszélynek volt kitéve. A sérült elevátort végül 1948-ban bontották le, helyén közparkot létesítettek Nehru-park néven.

### Erzsébet körút 28. szám
Három emeletes eklektikus lakóház az Erzsébet körút és a Wesselényi utca sarkán épült 1885-ben. Homlokzatát cédrus- és életfa mintázatok díszítik. Itt működött az 1926-ban alapított Csengey vendéglő, majd a Kukorica csárda.

### Sóház
1887-ben épült a Magyar leszámító és pénzváltó bank részére. Az épület három részből állt. A középsőben működött a tulajdonképpeni bank, a két oldalsó szárnyban pedig szolgálati lakásokat alakítottak ki.

### Erzsébet körút 48. szám
A három emeletes, eklektikus stílusú lakóház 1887-1888-ban épült. Földszintjén nyitotta meg Nérey Dezső, a magyar kávés ipartestület alelnöke a Magyar Kávéházat. 1935 nyarán Tarján Vilmos újságíró, a New York kávéház egykori tulajdonosa vette meg az 1933-óta itt működő Erzsébet sörözőt.